# Trichosteleum subdemissum
Trichosteleum subdemissum là một loài Rêu trong họ Sematophyllaceae. Loài này được (Schimp. ex Besch.) A. Jaeger miêu tả khoa học đầu tiên năm 1878.